# عبدالحمید کرمالی
عبدالحمید کرمالی (انگلیسی: Abdelhamid Kermali; ۲۴ آوریل ۱۹۳۱ – ۱۳ آوریل ۲۰۱۳) بازیکن فوتبال اهل الجزایر بود.وی در سال ۱۹۹۰ تیم ملی فوتبال الجزایر را به مقام قهرمانی جام ملت‌های آفریقا رساند.
از باشگاه‌هایی که در آن بازی کرده‌است می‌توان به باشگاه فوتبال کن، باشگاه فوتبال المپیک لیون، باشگاه فوتبال اتحاد الجزایر، و باشگاه فوتبال وفاق سطیف اشاره کرد.
وی همچنین در تیم ملی فوتبال Algeria FLN بازی کرده‌است.